# Депутати Верховної Ради Автономної Республіки Крим 3-го скликання
Список депутатів Верховної Ради Автономної Республіки Крим 3-го скликання (1998 - 2002)
| Прізвище ім'я по батькові         | Рік народження | Виборчий округ | Місце обрання            | партійність                     |
| --------------------------------- | -------------- | -------------- | ------------------------ | ------------------------------- |
| Агєєв Микола Олексійович          | 1951           | 88             | Сакський район           | Безпартійний                    |
| Акімов Павло Іванович             | 1951           | 86             | Роздольненський район    | Безпартійний                    |
| Акопян Рудольф Сароевіч           | 1944           | 85             | Роздольненський район    | Безпартійний                    |
| Алексєєнко Світлана Степанівна    | 1938 - 2009    | 7              | Джанкой                  | Безпартійна                     |
| Альошин Володимир Миколайович     | 1940 - 2013    | 44             | Сімферополь              | Компартія України               |
| Антипенко Віктор Павлович         | 1953           | 1              | Алушта                   | Народно-демократична партія     |
| Аронов Рувим Львович              | 1955           | 43             | Сімферополь              | Партія «Союз»                   |
| Бабенко Геннадій Олександрович    | 1950           | 29             | Сімферополь              | Безпартійний                    |
| Багров Микола Васильович          | 1937           | 73             | Красногвардійський район | Безпартійний                    |
| Бартєнєв Олександр Володимирович  | 1956 - 2013    | 48             | Феодосія                 | Безпартійний                    |
| Баталін Олександр Сергійович      | 1946           | 21             | Керч                     | Партія економічного відродження |
| Безазієв Лентун Романович         | 1942           | 31             | Сімферополь              | Компартія України               |
| Блинков Владилен Борисович        | 1934 - 2000    | 39             | Сімферополь              | Компартія України               |
| Бондар Олександр Петрович         | 1955           | 82             | Нижньогірський район     | Компартія України               |
| Бурдюгов Анатолій Федорович       | 1958           | 97             | Совєтський район         | Партія економічного відродження |
| Бурею Іван Степанович             | 1944           | 9              | Євпаторія                | Безпартійний                    |
| Васильєв Володимир Михайлович     | 1945           | 3              | Алушта                   | Компартія України               |
| Веліжанський Сергій Костянтинович | 1960           | 68             | Джанкойський район       | Безпартійний                    |
| Верченко Віталій Олексійович      | 1940           | 90             | Сімферопольський район   | Безпартійний                    |
| Воюш Володимир Дмитрович          | 1957           | 50             | Феодосія                 | Безпартійний                    |
| Гапула Володимир Васильович       | 1951           | 75             | Красногвардійський район | Безпартійний                    |
| Говорущенко Геннадій Васильович   | 1951           | 19             | Керч                     | Безпартійний                    |
| Голубєв Михайло Михайлович        | 1947           | 37             | Сімферополь              | Компартія України               |
| Горбатов Микола Микитович         | 1946 - 2013    | 47             | Феодосія                 | Безпартійний                    |
| Горулько Тетяна Леонідівна        | 1951           | 42             | Сімферополь              | Компартія України               |
| Грач Леонід Іванович              | 1948           | 27             | Сімферополь              | Компартія України               |
| Гриценко Анатолій Павлович        | 1958           | 79             | Ленінський район         | Безпартійний                    |
| Дегтярьов Віктор Григорович       | 1938           | 26             | Саки                     | Компартія України               |
| Дейч Борис Давидович              | 1938           | 45             | Судак                    | Безпартійний                    |
| Денисова Людмила Леонтіївна       | 1960           | 39             | Сімферополь              | безпартійна                     |
| Дичук Віталій Вікторович          | 1971           | 77             | Ленінський район         | Безпартійний                    |
| Єрко Валерій Іванович             | 1948           | 6              | Джанкой                  | Компартія України               |
| Єфанов Валерій Олександрович      | 1947           | 40             | Сімферополь              | Компартія України               |
| Захаров В'ячеслав Романович       | 1947           | 52             | Ялта                     | Компартія України               |
| Злобін Віктор Михайлович          | 1941 - 2010    | 8              | Джанкой                  | Компартія України               |
| Золотова Людмила Федорівна        | 1955           | 14             | Керч                     | безпартійна                     |
| Зубарєв Валентин Львович          | 1939 - 2013    | 38             | Сімферополь              | Компартія України               |
| Іванов Панас Якович               | 1951           | 32             | Сімферополь              | Компартія України               |
| Іванов Олег Олександрович         | 1937           | 71             | Кіровський район         | Компартія України               |
| Козак Леонід Васильович           | 1947           | 93             | Сімферопольський район   | Аграрна партія                  |
| Каповскій Іларіон Ігорович        | 1959           | 28             | Сімферополь              | Компартія України               |
| Капустін Микола Миколайович       | 1952           | 20             | Керч                     | Безпартійний                    |
| Карлюга Володимир Іванович        | 1949           | 5              | Армянськ                 | Компартія України               |
| Кисельов Василь Олексійович       | 1948           | 67             | Джанкойський район       | Безпартійний                    |
| Колісниченко Микола Петрович      | 1949           | 46             | Білогірський район       | Безпартійний                    |
| Константинов Володимир Андрійович | 1956           | 34             | Сімферополь              | Безпартійний                    |
| Корнійчук Анатолій Васильович     | 1957           | 84             | Первомайський район      | Аграрна партія                  |
| Корнілов Юрій Петрович            | 1953           | 12             | Євпаторія                | Компартія України               |
| Косянчук Василь Григорович        | 1946 - 2008    | 76             | Красноперекопський район | Аграрна партія                  |
| Котляревський Микола Миколайович  | 1973           | 13             | Євпаторія                | Безпартійний                    |
| Коцеруба Анатолій Якович          | 1942           | 56             | Ялта                     | Безпартійний                    |
| Кравець Георгій Володимирович     | 1965           | 55             | Ялта                     | Народно-демократична партія     |
| Крицький Олександр Миколайович    | 1956           | 41             | Сімферополь              | Компартія України               |
| Куніцин Сергій Володимирович      | 1960           | 23             | Красноперекопськ         | Народно-демократична партія     |
| Лазарев Анатолій Іванович         | 1941           | 33             | Сімферополь              | Компартія України               |
| Лихачов Микола Ісаєвич            | 1950           | 63             | Білогірський район       | Безпартійний                    |
| Макріді Борис Петрович            | 1940 - 2013    | 72             | Красногвардійський район | Компартія України               |
| Максименко Євген Володимирович    | 1951           | 16             | Керч                     | Безпартійний                    |
| Матвєєв Віктор Васильович         | 1951 - 2013    | 89             | Сакський район           | Безпартійний                    |
| Махнаков Анатолій Іванович        | 1955           | 10             | Євпаторія                | Компартія України               |
| Мєшков Володимир Вікторович       | 1960           | 57             | Ялта                     | Безпартійний                    |
| Наздрачев Олексій Миколайович     | 1960 - 2012    | 92             | Сімферопольський район   | Компартія України               |
| Олейников Юрій Іванович           | 1951           | 70             | Кіровський район         | Партія «Союз»                   |
| Осадчий Олег Володимирович        | 1951           | 18             | Керч                     | Безпартійний                    |
| Панаїд Віталій Іванович           | 1956           | 51             | Ялта                     | Безпартійний                    |
| Панченко Костянтин Сергійович     | 1931 - 2007    | 36             | Сімферополь              | Компартія України               |
| Петроченков Олександр Данилович   | 1954           | 15             | Керч                     | Безпартійний                    |
| Пєшков Володимир Володимирович    | 1950           | 80             | Нижньогірський район     | Безпартійний                    |
| Піронко Анатолій Вікторович       | 1946           | 30             | Сімферополь              | Компартія України               |
| Поліщук Володимир Володимирович   | 1958           | 81             | Нижньогірський район     | Безпартійний                    |
| Поморцев Анатолій Данилович       | 1932           | 46             | Феодосія                 | Компартія України               |
| Попов Віктор Федорович            | 1932           | 17             | Керч                     | Соціалістична партія України    |
| Прадун Валентин Пантелеймонович   | 1956           | 100            | Чорноморський район      | Безпартійний                    |
| Присяжнюк Анатолій Йосипович      | 1953           | 60             | Бахчисарайський район    | Безпартійний                    |
| Пятов Василь Васильович           | 1959           | 83             | Первомайський район      | Безпартійний                    |
| Реуцкая Євгена Валерьяновна       | 1939           | 2              | Алушта                   | Компартія України               |
| Родівілов Олег Леонідович         | 1965           | 11             | Євпаторія                | Російська громада Криму         |
| Рябков Олександр Павлович         | 1956           | 35             | Сімферополь              | Безпартійний                    |
| Саєнко Ганна Всеволодівна         | 1950 - 2005    | 94             | Сімферопольський район   | Компартія України               |
| Сафіна Тетяна Іллівна             | 1955           | 22             | Керч                     | Компартія України               |
| Сидоренко Сергій Степанович       | 1961           | 69             | Кіровський район         | Безпартійний                    |
| Слонімський Яків Михайлович       | 1928 - 2010    | 96             | Сімферопольський район   | Партія «Союз»                   |
| Снєгірьов Федір Федорович         | 1947           | 87             | Сакський район           | Безпартійний                    |
| Стамболін Віктор Андрійович       | 1946           | 66             | Джанкойський район       | Безпартійний                    |
| Тарабрин Юрій Вікторович          | 1940 - 2003    | 49             | Феодосія                 | Компартія України               |
| Тарасенко Микола Васильович       | 1949           | 99             | Совєтський район         | Безпартійний                    |
| Телков Микола Іванович            | 1936           | 53             | Ялта                     | Компартія України               |
| Томашек Георгій Іванович          | 1944           | 91             | Сімферопольський район   | Аграрна партія                  |
| Трандафіл Кирило Іванович         | 1950           | 24             | Красноперекопськ         | Безпартійний                    |
| Тунгулін Юрій Андрійович          | 1938 - 2004    | 65             | Джанкойський район       | Партія «Союз»                   |
| Тур Сергій Васильович             | 1959           | 95             | Сімферопольський район   | Безпартійний                    |
| Тутеров Анатолій Лукич            | 1958           | 61             | Бахчисарайський район    | Безпартійний                    |
| Тутеров Володимир Лукич           | 1960           | 59             | Бахчисарайський район    | Безпартійний                    |
| Удовіна Ольга Максимівна          | 1953           | 54             | Ялта                     | Народно-демократична партія     |
| Хіль Станіслав Валентинович       | 1956           | 4              | Армянськ                 | Безпартійний                    |
| Хмельницький Микола Миколайович   | 1944 - 2013    | 74             | Красногвардійський район | Компартія України               |
| Шаманін В'ячеслав Петрович        | 1953           | 62             | Білогірський район       | Компартія України               |
| Шацьких Олексій Олексійович       | 1964           | 98             | Совєтський район         | Партія «Союз»                   |
| Шевченко Юрій Віталійович         | 1963           | 78             | Ленінський район         | Безпартійний                    |
| Шекета Леонтій Іванович           | 1947           | 58             | Бахчисарайський район    | Компартія України               |
| Шкаберін Володимир Миколайович    | 1953           | 25             | Саки                     | Безпартійний                    |